# Jang Se-Wook
Jang Se-Wook es un deportista surcoreano que compitió en taekwondo. Ganó una medalla de plata en los Juegos Asiáticos de 2010, y una medalla de plata en el Campeonato Asiático de Taekwondo de 2010.

## Palmarés internacional
| Juegos Asiáticos    | Juegos Asiáticos    | Juegos Asiáticos | Juegos Asiáticos |
| Año                 | Lugar               | Medalla          | Categoría        |
| ------------------- | ------------------- | ---------------- | ---------------- |
| 2010                | Cantón (China)      | Medalla de plata | –68 kg           |
| Campeonato Asiático |                     |                  |                  |
| Año                 | Lugar               | Medalla          | Categoría        |
| 2010                | Astaná (Kazajistán) | Medalla de plata | –68 kg           |